# 广序假卫矛
广序假卫矛（学名：Microtropis petelotii）是卫矛科假卫矛属的植物。分布于越南以及中国大陆的云南、广西等地，生长于海拔1,300米至1,900米的地区，一般生于密林湿地，目前尚未由人工引种栽培。